# Благотворительный детский хоспис
Общественное объединение «Благотворительный детский хоспис» — белорусская компания. Штаб-квартира компании расположена в п. Боровляны, Минский район. Ранее организация имела название «Белорусский детский хоспис».

## История
Организация основана в 1994 году по инициативе Республиканского научно-практического центра детской онкологии и гематологии Министерства здравоохранения Республики Беларусь. В ноябре 1994 года Белорусский детский хоспис был зарегистрирован как самостоятельная негосударственная и некоммерческая общественная благотворительная организация. Таким образом, Белорусский детский хоспис является первым детским хосписом на территории бывшего Советского Союза, а также одним из первых детских хосписов в Восточной Европе. 
До 2004 года Белорусский детский хоспис располагался в арендуемом помещении бывшего детского сада по адресу г. Минск, пр-т Рокоссовского 63/2. В 2004 году организацией было приобретено новое здание по адресу Минский район, дер. Боровляны, Березовая роща, 100А.
В 2016 году Белорусским детским хосписом было организовано строительство нового здания хосписной помощи детям на территории пос. Опытный (Минский район, Боровлянский сельсовет). Здание было построено и полностью укомплектовано оборудованием силами Белорусского детского хосписа и населения Беларуси, и было передано государству в целях организации централизованной системы паллиативной помощи детям в Беларуси. На данным момент в здании по адресу Боровлянский сельсовет, 71, находится две организации: ОО «Благотворительный детский хоспис» и ГУ РКЦ ПМПД. Основная деятельность хосписа продолжается по адресу дер. Боровляны, ул. Березовая роща, 100 А.
В 2024 году в связи с новым законодательством организация сменила статус и название и с 15.02.2024 г. является общественным объединением «Благотворительный детский хоспис».

## Деятельность
Благотворительный детский хоспис оказывает паллиативную помощь безнадежно больным и умирающим детям; оказывает помощь детям, чьи заболевания неизлечимы, но состояние стабильно, и процесс ухудшения может происходить достаточно медленно; помогает реабилитации детей, получивших серьёзные травмы. Директор — Анна Георгиевна Горчакова.
Благотворительный детский хоспис награждён премией Президента Республики Беларусь «За духовное возрождение».